# Dobrzelin
Dobrzelin is een plaats in het Poolse district  Kutnowski, woiwodschap Łódź. De plaats maakt deel uit van de gemeente Żychlin en telt 1400 inwoners.